# Aulacaspis litseae
Aulacaspis litseae är en insektsart som beskrevs av Tang 1986. Aulacaspis litseae ingår i släktet Aulacaspis och familjen pansarsköldlöss. Inga underarter finns listade i Catalogue of Life.